# تيموثي تايلور (صحفي)
تيموثي تايلور (بالإنجليزية: Timothy Taylor)‏ هو صحفي واقتصادي أمريكي، ولد في 1960.